# Franciszek Łukasiewicz (sędzia)
Franciszek Łukasiewicz, herbu Łada (ur. w 1817 w Chorzelowie, zm. po 1878) – polski prawnik, sędzia, polityk i poseł demokratyczny do austriackiej Rady Państwa.

## Życiorys
Ukończył gimnazjum pijarskie w Rzeszowie i wydział prawa na uniw. we Lwowie. Następnie pracował w administracji i sądownictwie galicyjskim. Praktykant konceptowy (1850–1851) potem koncypient w Magistracie miasta Lwowa (1852). Koncypient w Powiatowym Urzędzie Kamery w Brodach (1852). Inspektor od 1854 komisarz powiatowy w Obwodowym Urzędzie Kamery w Kołomyi (1853–1854) w Żółkwi (1855–1857). Adiunkt w Sądzie Powiatowym w Borszczowie (1858), a potem w Medyniu – Nowym Siole (1859-1866). Sędzia Sądu Powiatowego w Brzeżanach (1867-1877). W 1878 przeszedł w stan spoczynku.
Związany z demokratami galicyjskimi. Członek Rady Powiatowej w Brzeżanach z grupy gmin wiejskich (1869–1870) a potem grupy gmin miejskich (1871-1874). Członek (1867–1870), a potem prezes (1871–1872) Wydziału Powiatowego w Brzeżanach. Członek Okręgowej Rady Szkolnej w Brzeżanach (1872–1877). Członek oddziału brzeżańsko-podhajeckiego Galicyjskiego Towarzystwa Gospodarskiego we Lwowie (1874-1878).
Poseł do austriackiej Rady Państwa V kadencji (4 listopada 1873 – 2 grudnia 1873) wybrany w kurii IV (gmin wiejskich) w okręgu wyborczym nr 21 (Brzeżany–Rohatyn–Podhajce), po wyborze zrezygnował z mandatu, który objął Teofil Pawłykiw.

## Rodzina i życie prywatne
Pochodził z rodziny szlacheckiej, ormiańskiego pochodzenia. Był synem uczestnika powstania kościuszkowskiego i administratora dóbr Józefa Łukasiewicza i Apolonii z Świetlików, bratem Ignacego Łukasiewicza i Aleksandra oraz Marii i Emilii.